# Tlaloc

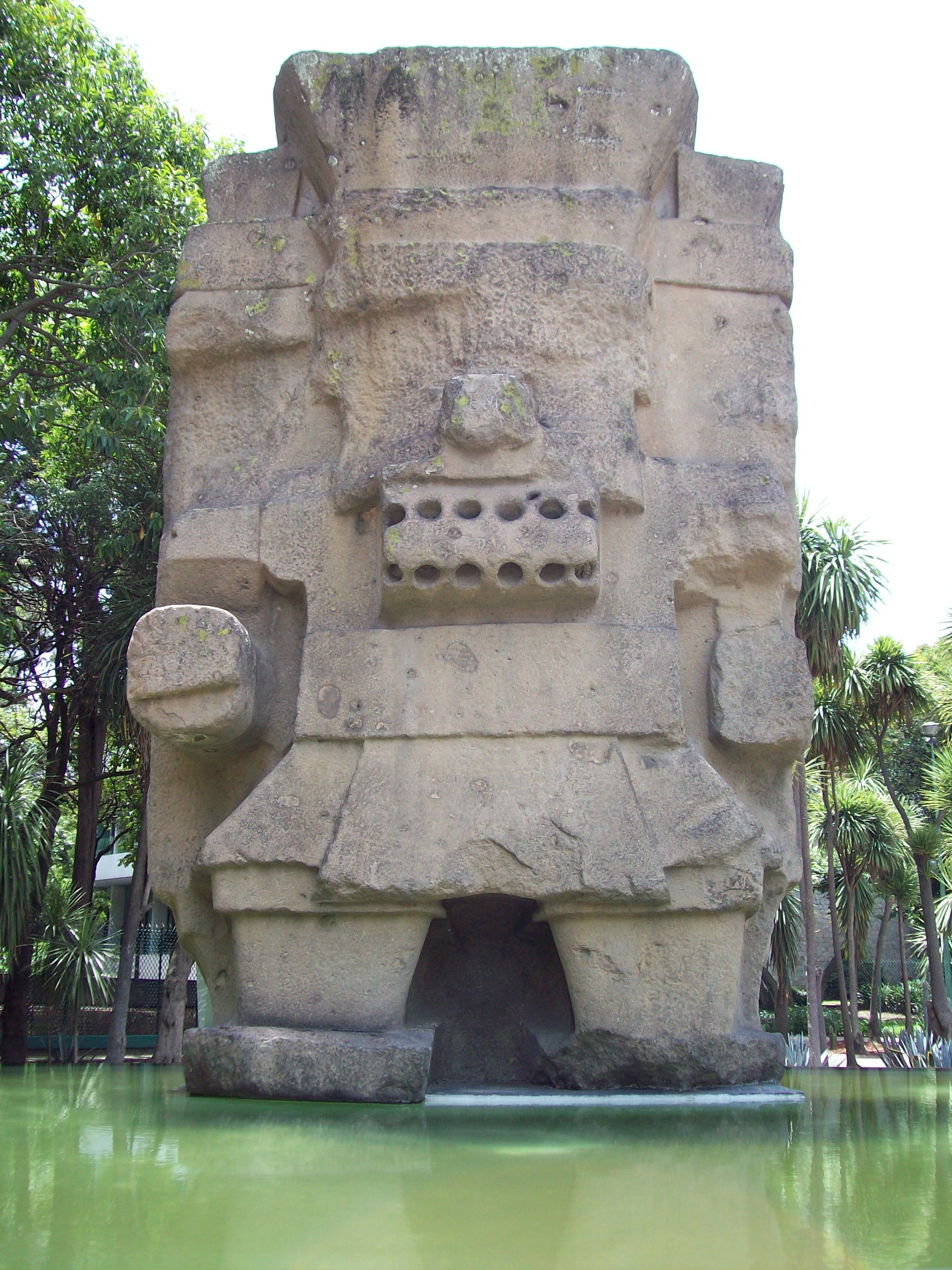
Tlaloc, massief steen, voor het Museo Nacional de Antropologia, Mexico-Stad

In de Azteekse mythologie was Tlaloc de god van het water in al zijn vormen, en dan voornamelijk de regen en het bloed. Tlaloc was verbonden met alle vormen van neerslag en daarmee samenhangende omstandigheden: regen, hagel, ijs, sneeuw, wolken, overstromingen, droogte, donder en bliksem. Hij is ook de god van bergen. Tlaloc was van belang voor de landbouw en het klimaat. 
Andere namen voor Tlaloc waren Tlamacazqui (gever) en Xoxouhqui (de groenen); en (onder de Nahua van Veracruz) Chaneco. 

## Etymologie
Men gaat ervan uit dat zijn naam komt van het Nahuatl woord tlālli, dat 'aarde' betekent en oc 'iets op het oppervlak', en deze betekenis wordt geïnterpreteerd als 'pad onder de aarde', 'lange grot' of 'hij die van aarde is gemaakt'.

## Verwantschap
Bij de Maya heette hij Chaac, bij de Zapoteken Cocijo, bij de Mixteken Dzahui, bij de Totonaken Tajín en de Tarasken kenden hem als Chupithiripeme.

## Kenmerken
Hij werd steevast voorgesteld met grote slagtanden en oogringen (een 'bril') en vaak met slangen. Vaak heeft hij een krulversiering over zijn mond. In Teotihuacan en op andere plaatsen heeft zijn mond de vorm van een symbolische maïskolf, waaruit zijn belang voor de landbouw blijkt.
Tlaloc belichaamde, met de goden Tlaloque of Tlalocs over wie hij regeerde, de vier 'wereldkleuren' en hoofdrichtingen. Voor elke windstreek bezat Tlaloc een 'grote aardewerken kruik'. Uit die van het oosten schonk Tlaloc leven brengende regen, uit de andere droogte, vorst en ziekten.

## Godenfamilie
Tlaloc was getrouwd met Xochiquetzal, die echter werd ontvoerd door Tezcatlipoca en met  Matlalcueitl. Tlaloc trouwde ook met zijn zuster, de  godin Chalchiuhtlicue. Met haar regeerde Tlaloc over de Tlaloque of Tlalocs en met haar kreeg hij Tecciztecatl. Volgens de mythologie uit El Salvador was hij ook de vader van Cipitio. Tlaloc was ook verbonden met Quetzalcoatl, de 'Gevederde Slang'. 
De Tlalocs waren de goden van de windstreken. Tot hen behoorden Napatecuhtli en Opochtli, die de mensheid van middelen van bestaan voorzagen. In het begin der tijden schonken ze de jonge mensheid maïs en andere gewassen. De Tepictoton, of 'kleine Tlalocs', waren goden van de bergregens.

## Tlalocan

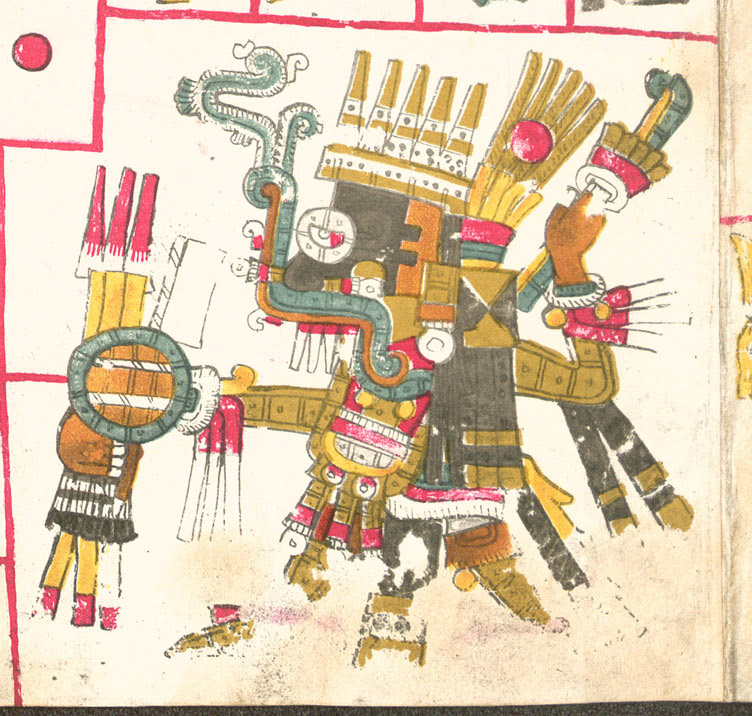
Tlaloc

Mensen die waren overleden door blikseminslag, verdrinking of lepra kwamen volgens de Azteken in de hemel of het 'aardse paradijs' Tlalocan, 'plaats van Tlaloc', terecht, waar het, anders dan in de meeste andere hemels, bijzonder goed toeven was. Het 'was een tuin vol overvloed en geneugten.' Tlaloc was heerser over Tlalocan, de vierde laag van de 'bovenwereld', of 'hemel'. Overledenen die voor Tlalocan waren bestemd werden niet gecremeerd (de gangbare vorm), maar begraven met een 'stuk droog hout', dat in Tlalocan tot bloei zou komen.

## Verering
Tlaloc werd in vrijwel geheel Meso-Amerika vereerd. Hij was een van de oudste en belangrijkste Midden-Amerikaanse goden. Hij stamt waarschijnlijk af van de 'primitiever' Olmeekse god IV. Bij de Azteken genoot Tlaloc eenzelfde status als Huitzilopochtli en hun 'tweelingtempels' stonden in de Azteekse hoofdstad Tenochtitlán op het Templo Mayor piramideplatform. De tempel van de oorlogsgod Huitzilopochtli was bloedrood beschilderd en die van Tlaloc was helderblauw (als symbool van het water) en wit.
Tlaloc regeerde over de zevende dag, Mázatl (hert) en 'zijn kalendernaam in de 365-daagse cyclus was '9 Océlotl' (9 jaguar). Hij was de achtste van de 13 'Heren van de Dag' en de negende van de 9 'Heren van de Nacht'.
In de Azteekse scheppingsmythe over Vijf Zonnen heerste Tlaloc over de Derde Zon.
Festiviteiten te zijner ere vonden plaats in de maanden Atlcahualo en Tozoztontli. Daarbij werden kinderen op bergtoppen geofferd.

## Offers
Voor deze god werden vaak mensenoffers gebracht, om vruchtbaarheid van de oogst af te smeken. Meestel werden de mensen die geofferd werden eerst blauw geverfd (zie Maya-blauw), daarna kregen ze een verdrinkingsdood in de heilige cenote. De te offeren mensen - vaak gevangenen, maar bij gebrek daaraan soms eigen onderdanen - werden op de rug op een stenen beeltenis van de god gelegd. De hogepriester sneed in één beweging met een speciaal mes het hart van de geofferde uit. Verder werden er tijdens zijn feesten in de bergen kinderen aan hem geofferd. Wanneer zij daarbij huilden (hierbij werden ook wel om ze te pijnigen doornen in hun ellebooggewrichten gedreven), werd dit gezien als teken dat er regen zou komen.

## Trivia
- In Centraal-Mexico is de vulkaan Cerro Tláloc genoemd naar Tlaloc.
- In 2010 werd in Mexico-Stad een tempel van Tlaloc opgegraven[1]
- In het Duitse attractiepark Phantasialand speelt TIaloc een rol in de attractie Talocan. Hij wordt in deze attractie gesymboliseerd met water- en vuureffecten, zodat de bezoekers zijn toorn voelen. Ook staat er in de attractie een groot beeld van Tlaloc.